# Jakob Harberts
Jakob Harberts, nizozemski general, * 1883, † 1971.